# Arga de São João
Arga de São João era una freguesia portuguesa del municipio de Caminha, distrito de Viana do Castelo.

## Historia
Fue suprimida el 28 de enero de 2013, en aplicación de una resolución de la Asamblea de la República portuguesa promulgada el 16 de enero de 2013 al unirse con las freguesias de Arga de Baixo y Arga de Cima, formando la nueva freguesia de Arga (Baixo, Cima e São João).